# Liquen d'Islàndia
El liquen d'Islàndia, liquen negre o molsa d'Islàndia (Cetraria islandica) és una espècie liquenitzada de fong ascomicot de l'ordre dels lecanorals (Lecanorales), família Parmeliaceae.
El nom de Cetraria prové de la paraula llatina cetra que significa 'escuts petits', ja que aquesta presenta unes papil·les petites en les extremitats del tal·lus. El nom fa referència a Islàndia, no per ser específica d'aquesta illa, sinó perquè els islandesos consumien aquest liquen com a aliment. A Catalunya també se'l coneix com a molsa d'Islàndia, tot i que botànicament no es tracta d'una molsa. Cetraria islandica es pot trobar a Europa, des d'Islàndia fins a Espanya, i en algunes regions de Nord Amèrica i d'Àsia. És característic dels terrenys volcànics de l'oest i nord d'Islàndia. A Catalunya es pot trobar a la Vall de Núria, a la Cerdanya o al Cadí.

## Ecologia
S'identifica com a molsa per la seva localització per sobre de terra, creix sobre roques, coníferes i torberes. És un liquen terrícola, humícola, que prefereix sòls àcids. Es pot trobar a quasi totes les zones muntanyoses i en alguns prats especialment en zones fredes.

## Descripció morfològica
És un liquen (fong liquenitzat) perenne que pot arribar a una longitud de fins a 10 cm, però que normalment creix de 2 a 6 cm. És un liquen fructuós, ja que està fixat a una superfície i és erecte. Cetraria islàndica presenta un cos vegetatiu format per hifes fúngiques entrellaçades formant un plectènquima que conté cèl·lules d'una alga verda unicel·lular disposades en una capa pròxima a la superfície. En aquesta espècie, el tal·lus és foliaci, és a dir, en forma de làmines més o menys planes, amb còrtex en les dues cares (el còrtex es produeix per una disposició més densa de les hifes, per això la superfície de les dos cares és llisa i brillant).
El tal·lus presenta una ramificació dicotòmica. Les làmines del tal·lus són ascendents de manera que el tal·lus sembla un arbust petit. Estan molt retallades i tenen una amplada d'1-15 mm, i els marges ciliats. Són de color bru o verd oliva i en la part inferior més clares, fins a blanquinoses amb petites papil·les. Aquestes són circulars, planes, de consistència coriàcia, de color vermellós o marró, i que contenen cèl·lules reproductives.
El marge està freqüentment dotat de petites projeccions cilíndriques d'entre 0,1 mm i 1 mm. En la superfície de les dues cares s'aprecien diminutes zones blanques, irregulars anomenades pseudocífeles (àrees en les quals falta el còrtex i que s'interpreten com a funcionals per a l'aeració del tal·lus). Aquests són apotecis, amb un disc de 2-20 mm de diàmetre, de color marró fosc, rodejat per un borde del mateix color i consistència que el tal·lus, és a dir de consistència glabre. El disc conté ascs, en els que es produeixen ascòspores (meiòspores), incolores i unicel·lulars. Aquest liquen presenta fruits apicals i de color ataronjat.

## Farmacologia
La part utilitzada del liquen d'Islàndia és el tal·lus.

### Composició química
Aquest tal·lus presenta una composició química que conté un 50 per cent de polisacàrids heterogenis i hidrosolubles,principalment la liquenina soluble en aigua calenta, com isoliquelina soluble amb aigua freda i mucílags, és a dir, polímers de la D-glucosa i l'àcid D-glucúronic. A més a més, d'àcids orgànics de sabor amarg, com l'àcid cetràric, protocetràric, fumarprotocetràric i protoliquesterínic i l'úsnic.

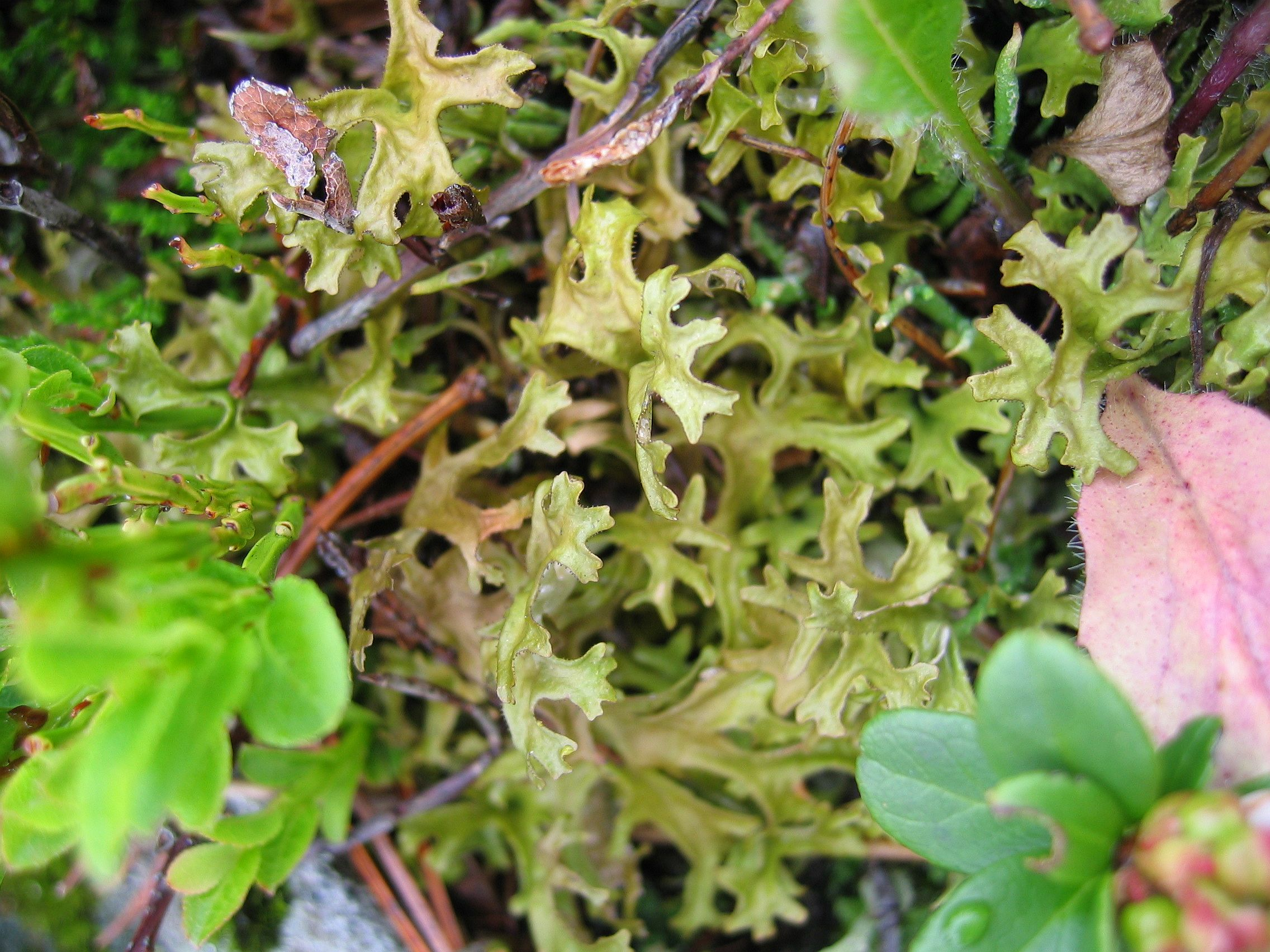
Cetraria islandica

### Usos medicinals
Aquests principis actius tenen uns usos medicinals relacionats amb afeccions del tracte respiratori superior i inferior, com ara bronquitis o tos improductiva o ferina. Degut als seu efecte demulcent, també tracta problemes bucofaríngics com estomatitis o faringitis.
La dispèpsia hiposecretora i l'anorèxia,també es poden tractar amb aquest liquen. Tradicionalment, s'han utilitzat per al tractament de nàusees, vòmits, cinetosis,entre altres. La presència de mucílags la converteix en un regulador del trànsit gastrointestinal, per tant, és útil tant en el cas de restrenyiment, en dosis altes, pels seus efectes laxant mecàniques, com per a diarrea aguda per la seva capacitat per absorbir l'excés d'aigua. També per discinèsia biliar, oligúria, retenció orinària i edemes. Per via tòpica com a emol·lient de la pell per afeccions dermatològiques com dermatitis, lesions cutànies o úlceres cutànies. Grip, refredats, laringitis, faringitis, bronquitis. Anorèxia, gastroenteritis dispèpsies hiposecretores, disquinèsies hepatobiliars, úlceres gastroduodenals. També és comú utilitzar-lo de forma externa en cremades, ferides, ictiosis o psoriasis.

### Accions farmacològiques
Les accions farmacològiques o propietats, són la d'antiemètica, antitussigen, demulcent, laxant, antidiarreic i emol·lient dermatològic.
L'àcid cetràric és el responsable de la propietat antiemètica,gràcies al sabor amarg dels àcids s'utilitza per a l'anorèxia. Els àcids liquènics actuant com a tònic amarg, aperitiu, digestiu, colagog, antiemètic, a més a més, actuant com a bacteriostàtics i antifúngics. L'acció emol·lient, mucolítica, antitussiva i diürètica la confereix la gran quantitat de mucílag que està present, ja que té efectes calmants que inhibeixen la tos. És antitussiu perquè els mucílags exerceixen un efecte hidratant sobre la mucosa respiratòria.
És laxant perquè el mucílag amb l'aigua forma una massa viscosa que augmenta el volum de les femtes i es manifesta després de 24h de la seva administració. La propietat antidiarreica és per l'absorció de l'excés d'aigua. L'activitat antibiòtica és per l'àcid úrsic. I també té efecte emol·lient per l'efecte hidratant sobre la pell gràcies a la captació d'aigua per part dels mucílags.
Per la composició d'aquest liquen s'indica per processos com laringitis o faringitis.

### Toxicitat
Les contraindicacions són quan es té hipersensibilitat a algun component, si tenim obstrucció esofàgica, oclusió intestinal, o algun altre problema relacionat amb el tracte gastrointestinal obstruït, com ili espàtic, ili paralític, obstrucció intestinal, estenosi tracte digestiu o impactació fecal.Per aquest motiu, s'aconsella aportar una ingesta adequada de líquid (fins als 2 litres diaris), per evitar les obstruccions. Si hi ha dolor abdominal desconegut s'hauria de finalitzar el tractament, perquè podem emmascara algun diagnòstic més greu. L'apendicitis també pot empitjorar amb el liquen d'Islàndia, pels seus efectes laxants.
Aquest liquen presenta abundància en depsidones amargues, això provoca que la droga estigui contraindicada quan existeixi gastritis, hiperacideses gàstriques i rarament úlceres. Per això, excepte quan es desitgi l'acció dels principis amargs (aperitiu- eupèptic, colagog), és recomanable administrar formes de dosificació desamargades (doble decocció, gelatina), però l'absència de les substàncies amargues suposa la desaparició de l'efecte bacteriostàtic. També s'ha de tindre en compte el contingut alcohòlic de l'extracte fluid i de la tintura.
Cetraria islandica pot provocar reaccions al·lèrgiques, perquè presenta un potencial de sensibilització baixa, produint reaccions d'hipersensibilitat o dermatitis de contacte

## Posologia i formes galèniques
S'utilitza la droga polvoritzada, infusions, decoccions, extracte fluid, tintures, gelatina, xarop.
Les dosis diàries recomanades són:
- Droga polvoritzada: 1-2 g/8 hores.
- Infusió: 10-20 g/litre, una tassa abans dels menjars, com aperitiu.
- Extracte fluid, 1:1 (g/ml): 1-2 ml/8 hores és a dir, 10-20 gotes, dues o tres vegades al dia.
- Tintura, 1:5 (g/ml): 6.5-10.0 ml/8 hores, com a antiemètic.
- Gelatina: 5-100 grams al dia o aplicada per via tòpica.
- Doble decocció: bullir 10 g durant un minut en 1 litre, retirar l'aigua, que haurà arrossegat les substàncies amargues i quedaran els mucílags. Netejar el liquen i tornar a bullir amb 1,5 litres d'aigua durant 30 minuts. Tres cops al dia, com a pectoral, o per gastroenteritis
- Xarop (5% d'extracte líquid): d'una a cinc cullerades soperes al dia.

## Història
Cetraria islàndica s'utilitzava exclusivament com a aliment, sobretot a Islàndia, on la recollien de nit o en èpoques de pluja i la deixaven macerar durant mínim un dia perquè perdés el sabor amarg. A mitjans del s. XVII, es va començar a considerar aquest liquen com una planta medicinal. Bartolino, el 1671, li va atribuir propietats purgants. El 1698, Dompier el recomanava contra mossegades d'animals verinosos.